# باشگاه فوتبال خائیداری
باشگاه فوتبال خائیداری (انگلیسی: Haidari F.C.) یک باشگاه فوتبال در شهر خائیداری یونان است. این باشگاه در لیگ فوتبال یونان بازی می‌کند. این باشگاه در سال ۱۹۳۷ تأسیس شده‌است.